# 安德里

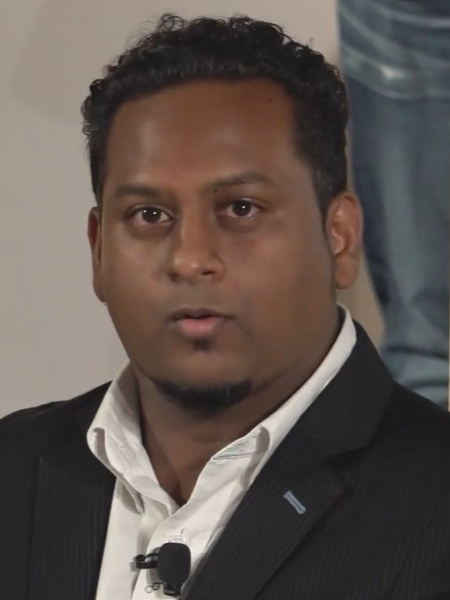
安德里出席2020年香港立法會選舉民主派初選

安德里（1986年—），香港首位印度裔註冊社工，於2019年獲選為香港十大傑出青年。他曾任香港融樂會副主席，並參與2020年香港立法會選舉民主派初選九龍西選區之選舉。
安德里在香港長大，曾因為打劫手機被捕，後曾任職酒店打掃、電視台剪接和難民組織，幫助同鄉期間萌生投身社工行列，並獲免除中文要求，成為香港少數印度裔社工。2020年6月26日決定參加民主派初選，卻在民主派初選的九龍西選區中獲的最低票數。2021年1月10日，他被香港警務處國家安全處指其涉嫌違反香港國安法而拘捕，及後獲准保釋而未有被落案起訴。